# Implosions
Implosions is een studioalbum van Stephan Micus. Het verscheen op het platenlabel JAPO Records, later overgenomen door ECM Records van Manfred Eicher. Archaic concerts verscheen via een sublabel van Virgin Records, maar was al snel niet meer te verkrijgen. Het is ook nimmer omgezet naar compact disc.
Implosions is wel de voortzetting van zijn eerste elpee. Archaic concerts bestond uit twee concertos voor uitheemse muziekinstrumenten. Implossions begint ook met een dergelijk werk. Micus duidde meteen wat zijn werk inhield: Het is noch Japanse, Indiase, Afghaanse noch Beijerse muziek en ook geen traditionele muziek. Noem het zoals je zelf wilt. Door het gebruik van Oosterse muziekinstrumenten klinkt de muziek wel degelijk Oosters, maar het benoemen van een specifiek gebied is niet mogelijk. Later zou Micus nog wat meer Westerse invloeden implementeren, maar ook daarbij is geen specifieke cultuur aan te wijzen. 
Opnamen voor dit album vonden plaats in maart 1977 in de Tonstudio Bauer in Ludwigsburg, waar meerdere albums voor JAPO en ECM werden opgenomen.

## Musici
- Stephan Micus – sitar, zither, akoestische gitaar, shakuhachi, sho, Thaise fluit, rabab, zang (in een eigen taal van Micus)

## Muziek
| Nr. | Titel                               | Duur  |
| --- | ----------------------------------- | ----- |
| 1.  | As I crossed a bridge of dreams     | 20:53 |
| 2.  | Borkenkind                          | 6:45  |
| 3.  | Amarchaj                            | 5:16  |
| 4.  | From the "Beautiful changing child" | 3:40  |
| 5.  | For M’sch and Djingis Khan          | 6:24  |